# Remington Модель 552
Remington Модель 552 Speedmaster — самозарядна гвинтівка з вільним затвором під набої .22 Short, .22 Long та .22 Long Rifle.  Живлення набоями йде з магазина, розташованого під стволом.

## Історія та особливості
В 1957 році було представлено Модель 552 з самозарядним механізмом із вільним затвором та низькопрофільним лівостороннім руків'ям затвора, який забезпечує чистий зовнішній вигляд ствольної коробки та тонкий профіль.  Гвинтівка має відкриті приціли та 3/8" (9,5 мм) ластівчин хвіст для кріплення оптичного прицілу, а також запобіжник на спусковій скобі. Гвинтівку Speedmaster випускали з 1957 по 1988 роки в стандартній моделі. В 1966 році Remington запропонували цю гвинтівку зі спеціальним штампом на честь 150-річчя компанії на лівому боці ствольної коробки.
У 1991 році приклад з горіхового дерева версії BDL Deluxe був змінений, щоб додати гребінь Монте-Карло для покращення притискання щоки при використанні гвинтівки з оптичним прицілом, а тиснені насічки на прикладі та цівці були замінені насічками машинного нарізання.  У 2017 році, після скарг на гребінь Монте-Карло, який заважав користуватися зброєю з відкритими прицілами, Remington повернули прямий гребінь для гвинтівок BDL.

## Сучасне виробництво
Гвинтівку Speedmaster випускають досі покращеною моделлю «BDL», з картатим горіховим прикладом та цівкою з глянцевою обробкою.